# Веригина, Валентина Петровна
Валентина Петровна Вери́гина (28 февраля 1882, Свияжск — 8 октября 1974, Москва) — русская и советская актриса драматических театров, театральный режиссёр и педагог.

## Биография
Родилась в небольшом городке Свияжске, расположенном у слияния реки Свияги с Волгой, в семье учителя-инспектора Петра Ивановича Веригина, происходившего из обедневшей помещичьей семьи.
Окончила Казанский Родионовский институт благородных девиц. Во время учёбы и позже участвовала в любительских спектаклях.
В 1902 году поступила в школу Московского художественного театра (педагог — актриса МХТ Мария Александровна Самарова), где проучилась два года и там же начала сценическую деятельность. Выступала вместе со Станиславским, Качаловым, Книппер-Чеховой. В 1905 поступила в созданную Московским Художественным театром студию, вошедшую в историю театра как Студия на Поварской. Здесь состоялось её знакомство с В. Э. Мейерхольдом. В 1906 играла в мейерхольдовском «Товариществе новой драмы» — гастроли в Тифлисе, Новочеркасске и Ростове-на-Дону. После удачных выступлений Веригиной, в том числе в «Привидениях» Ибсена (Мейерхольд — Освальд, Веригина — Регина), по рекомендации Мейерхольда была приглашена в Драматический театр Комиссаржевской. Здесь Веригина успешно играла в ряде постановок Мейерхольда, в том числе в знаменитом «Балаганчике». К этому периоду относится её близкое знакомство с женой Александра Блока — Любовью Дмитриевной Блок, продолжавшееся долгие годы совместным участием в спектаклях и в личной жизни.
В 1908 году после ухода Мейерхольда из театра Комиссаржевской участвовала в гастрольной поездке группы ведущих актёров по западным и южным городам России — Витебск, Минск, Смоленск, Херсон, Полтава, Киев, Харьков и другие. Группа выступала под названием «Полный ансамбль Петербургской труппы „Театра Драмы“ под руководством В. Э. Мейерхольда и Р. А. Унгерна».
В 1908—1910 годах служила в московском театре Корша (режиссёр Н. Н. Синельников), в петербургском театре Народного дома, в киевском летнем театре «Шато де Флер». Играла в пьесах Грибоедова, Лермонтова, Островского, Чехова, Гауптмана, Ибсена и в других произведениях русской и зарубежной классики.
Сотрудничество с Мейерхольдом продолжилось в 1912 году в летнем театре в Териоках, где он руководил спектаклями. Главной постановкой Мейерхольда в Териокском театре стала пьеса шведского драматурга Августа Стриндберга «Виновны — не виновны», в котором Веригина выступила в роли скульптора Генриетты. С 1913 года занималась и играла в студии Мейерхольда на Троицкой улице, затем (1914—1917) в студии на Бородинской.
После 1917 года на сцену не выходила, выступала режиссёром-постановщиком спектаклей на оперной сцене, консультантом по сценическому движению и театральному костюму в ряде фильмов и спектаклей. В течение многих лет работала над книгой воспоминаний, которые частично публиковались в сборниках «Вера Фёдоровна Комиссаржевская», «Встречи с Мейерхольдом», в «Учёных записках Тартуского университета», монографии Д. Коган «С. Ю. Судейкин». Полностью изданы в 1974 году уже после кончины автора.
Ушла из жизни 8 октября 1974 года в Ленинграде.

## Семья
В. П. Веригина была замужем за Бычковым Николаем Павловичем (1882—1971) — инженером, выпускником Императорского Московского технического училища. Был близок к литературно-художественным кругам, участвовал в спектаклях как актёр-любитель.